# Rutki (Pasym)
Rutki (deutsch Klein Ruttken, 1938 bis 1945 Kleinruten) ist ein Dorf in der polnischen Woiwodschaft Ermland-Masuren. Es gehört zur Gmina Pasym (Stadt-und-Land-Gemeinde Passenheim) im Powiat Szczycieński (Kreis Ortelsburg).

## Geographische Lage
Rutki liegt in der südlichen Mitte der Woiwodschaft Ermland-Masuren, 19 Kilometer westlich der Kreisstadt Szczytno (deutsch Ortelsburg).

## Geschichte
Gründer des nach 1785 Klein Rutchen und nach 1876 Klein Rudtken genannten Dorfs war der Ordens-Hochmeister Konrad Zöllner von Rotenstein. Er überließ im Jahre 1383 vier Köllmern Land zur Bewirtschaftung. Beim Tatareneinfall 1656 wurde das Dorf in eine Wüste verwandelt. Noch 1687 hieß es in den Amtsrechnungen, „daß die fünf Bauenrhuben ganz wüst seien“.
Im Jahre 1874 – das Dorf bestand aus ein paar Gehöften sowie einer dem Staatsforst Hartigswalde (polnisch Dłużek) zugehörenden Försterei – wurde Klein Rudtken in den neu errichteten Amgtsbezirk Scheufelsdorf (polnisch Tylkowo) im ostpreußischen Kreis Ortelsburg eingegliedert. Er bestand bis 1945.
84 Einwohner waren im Jahre 1910 in Klein Ruttken gemeldet. Ihre Zahl stieg bis 1933 auf 106.
Im Rahmen der nationalsozialistischen Sprachpolitik wurde Klein Ruttken am 3. Juni – amtlich bestätigt am 16. Juli – 1938 in „Kleinruten“ umbenannt. Die Einwohnerzahl im Jahre 1939 betrug 97.
In Kriegsfolge wurde Kleinruten 1945 innerhalb des gesamten südlichen Ostpreußen Teil Polens. Das Dorf erhielt die polnische Namensform „Rutki“ und bildet heute zusammen mit dem Nachbarort Scheufelsmühle (polnisch Tylkówko, gebräuchlich ist auch noch der Name Tylkówek) ein Schulzenamt (polnisch Sołectwo). Als solches ist es in die Stadt-und-Land-Gemeinde Pasym (Passenheim) im Powiat Szczycieński (Kreis Ortelsburg) integriert, bis 1998 der Woiwodschaft Olsztyn, seither der Woiwodschaft Ermland-Masuren zugehörig. Im Jahre 2011 zählte Rutki 51 Einwohner.

## Kirche
Bis 1945 war Klein Ruttken resp. Kleinruten in die evangelische Kirche Passenheim in der Kirchenprovinz Ostpreußen der Kirche der Altpreußischen Union und in die römisch-katholische Kirche in der Stadt im Bistum Ermland eingepfarrt. Der Bezug zu der heute „Pasym“ genannten Stadt besteht auch heute noch: evangelischerseits zur Kirche Pasym, jetzt der Diözese Masuren der Evangelisch-Augsburgischen Kirche in Polen zugehörig, sowie katholischerseits zur dortigen Pfarrei, die jetzt dem Erzbistum Ermland zugeordnet ist.

## Schule
Die Dorfschule in Klein Ruttken erhielt 1910 ein neues Schulgebäude.

## Verkehr
Rutki liegt an einer Nebenstraße, die bei Tylkowo (Scheufelsdorf) von der polnischen Landesstraße 53 (frühere deutsche Reichsstraße 134) abzweigt und über Tylkówko (Scheufelsmühle) nach Burdąg (Burdungen) innerhalb der Gmina Jedwabno (Jedwabno, 1938 bis 1945 Gedwangen) führt.
Eine Anbindung an den Bahnverkehr existiert nicht.